# Conistra amaura
Conistra amaura là một loài bướm đêm trong họ Noctuidae.